# Carso Cabernet sauvignon
Il Carso Cabernet sauvignon è un vino DOC la cui produzione è consentita nelle province di Gorizia e Trieste.

## Caratteristiche organolettiche
- colore: rubino, anche con riflessi granati
- odore: caratteristico, gradevole, intenso
- sapore: asciutto, rotondo, armonico

## Produzione
Provincia, stagione, volume in ettolitri
- Gorizia  (1996/97)  150,5